# Birodalom-sorozat
A Galaktikus Birodalom sorozat (más néven Birodalom regények vagy trilógia) egy tudományos-fantasztikus sorozata Isaac Asimov három korai regényének és kiterjesztése egy rövid történetnek. A megjelent munkák közt elfoglalt helyük és az átfogó Alapítvány-univerzumon belüli kronológiai elhelyezésük köti őket össze, Asimov Galaktikus Birodalmának felemelkedése idején, a Robot és Alapítvány sorozatok között, melyekhez Asimov későbbi regényei fűzik a sorozatot.

## A sorozat kötetei
A belső kronológia szerint a Birodalom sorozat a következő kötetekből áll:
- A csillagok, akár a por (The Stars, Like Dust, 1951)
- Az űr áramlatai (The Currents of Space, 1952)
- Kavics az égben (Pebble in the Sky, 1950), az első regénye
- Zsákutca (Blind Alley, 1945), egy szintén a Robot és Alapítvány sorozatok között játszódó elbeszélés

## Magyarul
- A csillagok, akár a por. Birodalom sorozatának 1. kötete; ford. F. Nagy Piroska; Galaktika, Bp., 1992 (Alapítvány és Birodalom sorozat)
- Az űr áramlatai; ford. F. Nagy Piroska; Galaktika, Bp., 1992 (Alapítvány és Birodalom sorozat)
- Kavics az égben; ford. Füssi-Nagy Géza; Galaktika, Bp., 1992 (Alapítvány és Birodalom sorozat)

## Fordítás
- Ez a szócikk részben vagy egészben  a   Galactic Empire (series) című angol Wikipédia-szócikk fordításán alapul.  Az eredeti cikk szerkesztőit annak laptörténete sorolja fel. Ez a jelzés csupán a megfogalmazás eredetét és a szerzői jogokat jelzi, nem szolgál a cikkben szereplő információk forrásmegjelöléseként.